# C. T. Rajagopal
C. T. Rajagopal (tàmil: சி.டி. ராஜகோபால்)  (Triplicane, 8 de setembre de 1903 - Chennai, 25 d'abril de 1978) va ser un matemàtic i historiador de les matemàtiques indi.

## Vida i Obra
Rajagopal era fill d'un funcionari de Madràs (actual Chennai). Tan ell com el seu germà Venugopal (coneguts habitualment com Raju i Venu) van destacar en el seu període d'escolarització a la Hindu High School de Triplicane (Madràs). El 1919 va ingressar al Presidency College de la universitat de Madràs on va ser deixeble del matemàtic K. Ananda Rau i es va graduar el 1925. Després de més de un any en què va ser funcionari, el 1930 va iniciar la seva carrera acadèmica com professor de la universitat Annamalai de Chidambaram (uns 200 km. al sud de Chennai) en la qual només va estar un curs.
El 1931 va ser nomenat professor del Madras Christian College (afiliat a la universitat de Madràs) on va romandre fins al 1951 any en què es va unir al Institut Ramanujan de Matemàtiques a Madràs. El 1955 va passar a ser el seu director, càrrec que va mantenir fins que es va retirar el 1969.
El més important camp de recerca de Rajagopal van ser les seqüències, les sèries i la seva sumabilitat i la història de les matemàtiques. En aquest darrer camp, ell va ser el descobridor de la avui anomenada Escola de Kerala, un grup de matemàtics dels segles XIV al XVI, poc estudiats perquè els seus escrits estan en la llengua popular de Kerala, el malaiàlam i no en sànscrit. Els seus treballs més notables en aquest darrer camp versen sobre la obra de Jyesthadeva (ca 1530).